# Ragnarok (band)
 For alternative betydninger, se Ragnarok (flertydig). (Se også artikler, som begynder med Ragnarok)
Ragnarok er et black metal-band, der blev formet i Sarpsborg i Norge i 1994. Bandet skriver tekster om hedenskab, vikinger, mytologi og satanisme. Trommeslageren Jontho er det eneste faste medlem af bandet.

## Diskografi

### Studiealbum
- 1995: Nattferd
- 1997: Arising Realm
- 2000: Diabolical Age
- 2002: In Nomine Satanas
- 2004: Blackdoor Miracle

### Demoer
- 1994: Et Vinterland i Nord
- 1995: Pagan Land

| Musikgruppe | Spire Denne artikel om en norsk musikgruppe er en spire som bør udbygges. Du er velkommen til at hjælpe Wikipedia ved at udvide den. |